# Teucholabis (Teucholabis) quinquemaculata
Teucholabis (Teucholabis) quinquemaculata is een tweevleugelige uit de familie steltmuggen (Limoniidae). De soort komt voor in het Oriëntaals gebied.